# Ranelagh (Irlande)
Pour les articles homonymes, voir Ranelagh.
Ranelagh (en irlandais Raghnallach) est un quartier résidentiel au sud de Dublin, en Irlande. Il fait partie de Dublin 6/D06 et de la zone électorale de Rathmines. 

## Histoire
Ce quartier était à l'origine un village à l'extérieur de la ville de Dublin, mais il a fusionné avec la capitale il y a plus d'un siècle[évasif]. 
Le parc de Londres, Ranelagh Gardens, tient son nom de la résidence londonienne des comtes de Ranelagh. Une partie des anciens jardins de Ranelagh subsiste encore. Ranelagh est un des quartiers les plus chers de Dublin.

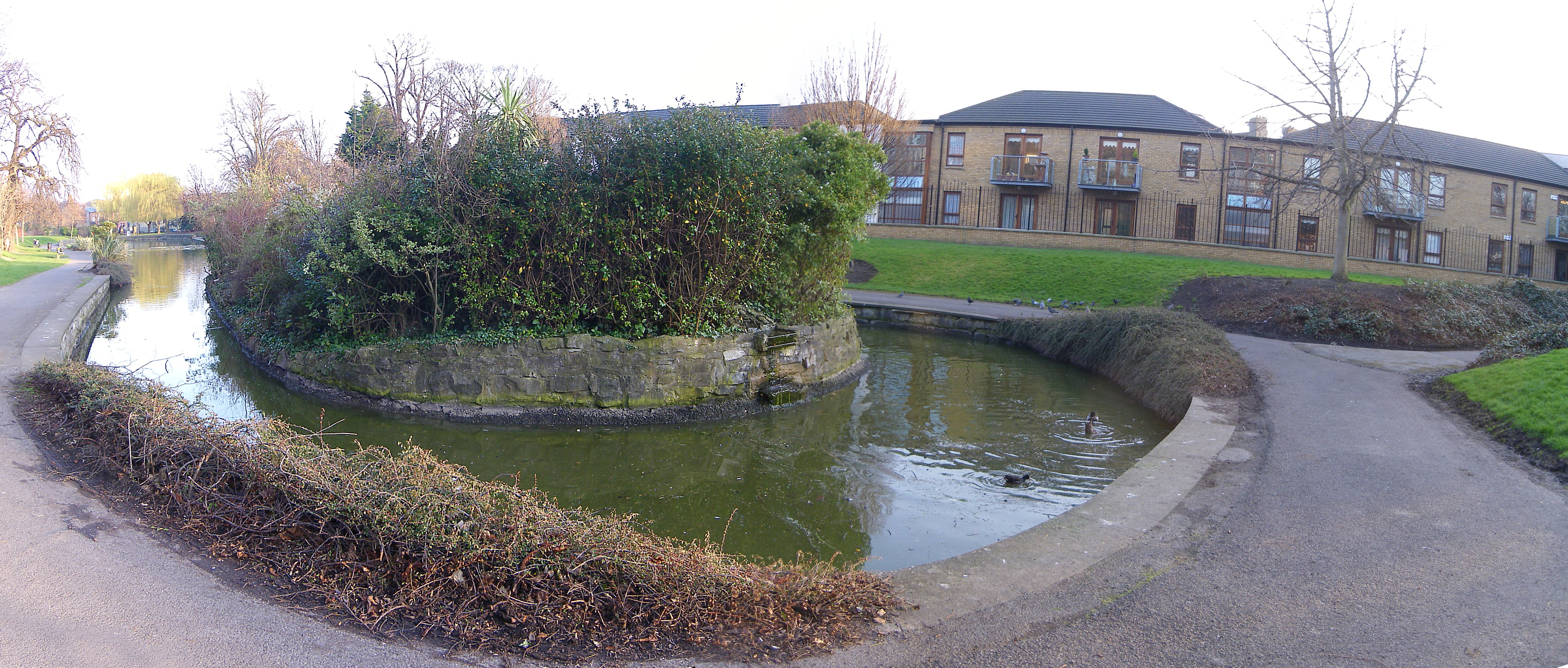
Ranelagh Gardens, à Ranelagh en Irlande

## Transports
- La ligne verte du Luas s'arrête à Ranelagh.
- Une station de train s'est ouverte le 19 juillet 1896 mais a été fermé le 1er janvier 1959.

## Personnalités liées
- Deirdre O'Connor (1951-1999), architecte, née à Ranelagh
- Maureen O'Hara (1920-2015), actrice, née à Ranelagh ;
- Catherine Clinch (2010-), actrice irlandaise, a grandi à Ranelagh.
- Agnes McCullough (1888-1967), professeure et activiste irlandaise y est morte.